# Denís Milar
Denís Milar, vollständiger Name Denís Alfredo Milar Otero, (* 15. Juni 1952 (nach anderen Angaben: 20. August 1952) in Rocha) ist ein ehemaliger uruguayischer Fußballspieler.

## Karriere

### Verein
Der 1,76 Meter große Offensivakteur Milar wurde im Barrio Cecilio Costa in Rocha geboren als Zweitältester von acht Geschwistern und ältester Sohn der Familie geboren. Nachdem er zunächst im sogenannten baby fútbol bei La Estiva spielte, schloss er sich im Alter von elf Jahren dem Club Nacional in Rocha an. Bereits als 14-Jähriger rückte er als Ersatz für verletzte Spieler in die Erste Mannschaft auf und debütierte 1966 in der Primera División, wo er zwei Begegnungen bestritt. Anschließend kehrte er jedoch zunächst zur Jugendmannschaft zurück. Mit 16 Jahren war er erneut Teil der Ersten Mannschaft. Der 17-jährige Milar wechselte sodann zu den Rampla Juniors. Dort spielte er bis zum Alter von 20 Jahren. Nachdem er zu Beginn seiner Laufbahn als Nummer 7 auf der Rechtsaußenposition aufgestellt wurde, setzte der Trainer der Montevideaner ihn sowohl auf einer ins Innere des Spielfelds verlagerten Position als auch als zentrale Sturmspitze ein. Milar stand von 1973 bis 1975 im Erstliga-Kader von Liverpool Montevideo. In seiner ersten Saison bei Liverpool schoss Milar zehn Tore in der Liga, in der zweiten traf er nach eigener Aussage 16-mal, andere Quellen führen 17 Tore. Damit war er in jenem Jahr hinter Morena Zweiter der Torschützenliste. In der dritten Spielzeit bei Liverpool traf er erneut siebenmal. 1974 wurde er mit seiner Mannschaft Vizemeister Uruguays.
Von Liverpool Montevideo führte Milars Weg im Februar 1975 nach Spanien zum FC Granada. Dort schloss er einen Vertrag über drei Spielzeiten ab. Nach zwischenzeitlicher Rückkehr nach Uruguay, war Milar in der Folge ab Juli 1975 für die Spanier in den Saisons 1975/76 bis 1977/78 aktiv. Seine Verpflichtung wurde seinerzeit von der Presse vor Saisonbeginn als wichtigste Verstärkung für die anstehende Spielzeit angesehen. In Granada absolvierte er in der Debütsaison, in der sein Arbeitgeber in die Zweite Liga abstieg, 21 Begegnungen und schoss drei Tore. Die beiden folgenden Zweitligaspielzeiten weisen für ihn zwei Spiele (kein Tor) bzw. 16 Spiele (ein Tor) aus.
Es folgte eine von 1979 bis 1981 währende Station bei Nacional Montevideo. Mit den Bolsos gewann er 1980 die uruguayische Meisterschaft und die Copa Libertadores. In den Endspielen des letztgenannten Wettbewerbs wurde er jedoch nicht eingesetzt. Im anschließenden Weltpokal-Finale gegen Nottingham Forest, das Nacional ebenfalls gewann, stand Milar jedoch in der Startaufstellung. Seine nächste Karrierestation wählte er 1982 bei Progreso. In den Jahren 1984 bis 1985 ist schließlich ein Engagement bei Universidad Católica de Quito in Ecuador verzeichnet.
Milar, der der erfolgreichste Fußballspieler aller Zeiten in Rocha ist, wirkte auch in den Wettbewerben der OFI mit. Er spielte für die Departamento-Auswahl von Rocha und wurde mit dieser Meister des Landesinneren (Campeón del Interior). Dies gelang ihm im Torneo de clubes ebenfalls mit Palermo aus Rocha im Jahre 1989. 1983, 1984 und 1988 war er mit der Departamento-Auswahl Campeón del Este. Auf Klubebene gewann er letztgenannten Titel in den Jahren 1987, 1988 und 1989.

### Nationalmannschaft
Milar war Mitglied der A-Nationalmannschaft Uruguays, für die er zwischen dem 6. Juni 1973 und dem 26. September 1979 19 Länderspiele absolvierte. Dabei erzielte er vier Länderspieltor. Milar, der in den Qualifikationsspielen zur Weltmeisterschaft als Linksaußen eingesetzt wurde, nahm mit Uruguay an der Weltmeisterschaft 1974 teil. Dort kam er im Verlaufe des Wettbewerbs in allen drei Gruppenspielen zum Einsatz. Bei der Copa América 1979 wirkte er ebenfalls auf uruguayischer Seite mit.

### Erfolge
- Weltpokal: 1980
- Copa Libertadores: 1980
- Uruguayischer Meister: 1980

## Sonstiges
Im Jahr 2010 lebte Milar in La Aguada im Departamento Rocha.